# Гаврилець Дмитро Григорович
Дмитро́ Григо́рович Гавриле́ць (29 листопада 1958, Чернівці) — український альтист. Завідувач кафедри струнно-смичкових інструментів, професор Національної музичної академії України ім. П. Чайковського (НМАУ) та Київської середньої спеціальної музичної школи імені Миколи Лисенка, артдиректор Міжнародного конкурсу альтистів імені Зенона Дашака. Заслужений діяч мистецтв України.

## Біографія
Народився 1958 р. у м. Чернівці. У 1978 р. закінчив Чернівецьке музичне училище. 1983 р. закінчив Львівську державну консерваторію ім. М. Лисенка (клас професора Зенона Олексійовича Дашака), у 1987 р. закінчив асистентуру-стажування Московської державної консерваторії ім. П. Чайковського (клас проф. Дружиніна Ф. С.). З 1987 р. викладає альт на кафедрі струнно-смичкових інструментів НМАУ ім. П. Чайковського. З 2002 р. — доцент, із 2005 р. — професор, з 2006 р. — завідувач кафедри струнно-смичкових інструментів.
Випускники Гаврильця — високопрофесійні музиканти, які працюють у найкращих музичних колективах України та за її межами (Німеччина, Португалія, Корея, Єгипет, Китай та Росія). Він підготував до вступу в асистентуру-стажування і є творчим керівником асистентів-стажистів кафедри струнно-смичкових інструментів. У класі в нього навчаються і закінчили академію лавреати та дипломанти всеукраїнських та міжнародних конкурсів (Італія, Франція, Словаччина, Росія і т. д.).
Балотувався на виборах ректора НМАУ 20 вересня 2018 року, але не пройшов у другий тур виборів, отримав 13 голосів (2,6 %), зайняв п'яте місце серед шести кандидатів.
Вдівець композиторки Ганни Гаврилець.

## Творча діяльність
Дмитро Гаврилець активно виступає з концертами, бере участь у різних музичних фестивалях як соліст (у Києві, Львові, Харкові, Одесі, Москві, Єревані, Парижі), у складі струнного квартету та різних камерних ансамблів.
Як соліст виступав з Національним симфонічним оркестром України (диригенти: В. Сіренко, В. Плоскина, Р. Ревакович (Польща)), симфонічним оркестром НРК України (диригент — В. Гнєдаш), Львівським симфонічним оркестром (диригент — Р. Сімович), симфонічним оркестром кінематографії Росії (диригент — Е. Хачатурян), Національним ансамблем «Київська камерата» (диригенти: В. Матюхін, Н. Пономарчук), Державним камерним ансамблем «Київські солісти» (диригент — Б. Которович), камерним оркестром «Леополіс» (диригент — Г. Пентелейчук (Франція)).
У 1989 р. став переможцем конкурсу «Нові імена», що відбувався на українському радіо. З 1992 по 1997 рр. працював другим концертмейстером групи альтів Національного симфонічного оркестру України.
Гаврилець є першим виконавцем численних творів сучасних українських і закордонних композиторів — В. Степурка, О. Левковича, А. Гаврилець, В. Загорцева, В. Бібіка, В. Губи, Б. Фроляк, Є. Станковича, Г. Ляшенка, О. Яковчука, І. Щербакова, С. Бєрінського (Росія), Б. Кутавічюса (Литва), М. Стаховського (Польща) і Дж. Фіали (Канада).
Гаврилець є автором багатьох редакцій партій альта творів сучасних українських композиторів. У його творчому доробку — опубліковані наукові статті, пов"язані з проблемами виконавства на струнно-смичкових інструментах. У 2000 і 2001 рр. брав активну участь у роботі журі Всеукраїнського конкурсу струнно-смичкових інструментів у Львові. У 2004 р. був членом журі Міжнародного конкурсу альтистів у Кишиневі (Молдова).
Він є засновником і директором Міжнародного конкурсу альтистів імені Зенона Дашака.